# I Heard Her Call My Name
I Heard Her Call My Name è il quinto brano dell'album White Light/White Heat (1968) del gruppo rock The Velvet Underground.

## Il brano
La traccia è un'opera piena di rumori, feedback, e cacofonie, sottolineata da violenti assoli di chitarra e stacchi di batteria. Descrive un colpo di fulmine avvenuto in una via di New York: Reed impersona un innamorato impazzito che lancia urla improvvise, affiancate a violenti acuti delle chitarre. L'oggetto del desiderio del protagonista sembra essere però, una ragazza ormai defunta.
In un'intervista, il chitarrista Sterling Morrison disse: «Lasciai la band per un paio di giorni perché ero convinto che avessero scelto di usare il mix sbagliato di I Heard Her Call My Name, una delle nostre canzoni migliori che fu completamente rovinata in studio».

## Formazione
- Lou Reed - voce, chitarra
- John Cale - cori, basso
- Sterling Morrison - cori, chitarra
- Maureen Tucker - percussioni